# Hull (Quebec)

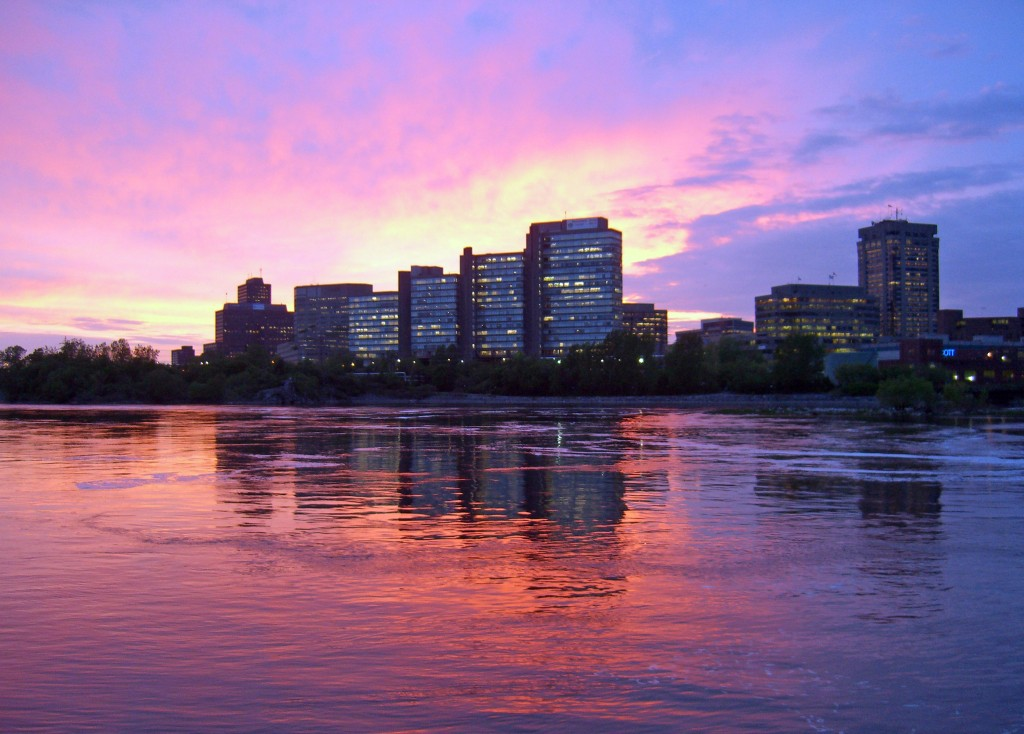
Hull widoczny od rzeki Ottawa

Hull (wym. fr. [ʏll], wym. ang. [halː]) – część kanadyjskiego miasta Gatineau, w prowincji Quebec; do 2002 samodzielne miasto; położone nad rzeką Ottawa, naprzeciwko stolicy kraju – Ottawy. Populacja wynosi 66.246 (2001 Census of Canada).
Miasto zostało założone przez Philemona Wrighta.